# لیکوی خاکستری بزرگ
لیکوی خاکستری بزرگ (نام علمی: Turdoides malcolmi) نام یک گونه از سرده لیکوها است.